# Nephodia bistraria
Nephodia bistraria là một loài bướm đêm trong họ Geometridae.